# X-14 (航空機)
X-14
Bell Type 68 VTOL
- 用途：VTOL 実験機
- 製造者：ベル・エアクラフト
- 運用者：NASA・アメリカ空軍
- 初飛行：1957年2月19日
- 生産数：1機
- 退役：1981年5月29日
- 運用状況：引退

X-14はアメリカ空軍・アメリカ航空宇宙局が試験していた垂直離着陸機(VTOL)。開発はベル社、社内モデル名称ベル 68。1957年2月19日初飛行。推力偏向方式の機体であり、各種の試験に用いられた。

## 概要
ベル社はVTOL機を社内開発しており、ジェットエンジンを回転させる方式の試験機モデル65は1954年に初飛行し、垂直離陸に成功していた。これに着目した空軍は、これを発展させた機体を実験機として望み、1955年7月にX-14として開発契約が結ばれた。
X-14は推力偏向方式のVTOL機であり、2基のジェットエンジン排気を下方向に変更させ、垂直離着陸を行う。ジェットエンジンは機首に搭載し、排気口は機体中ほどにある。胴体末端と主翼端にもガスを導き、姿勢制御を行うこととなっていた。機体そのものはキャノピーが省略され、主翼と降着装置はビーチ・ボナンザから、尾翼はT-34メンターから流用されるなど簡略化されていた。Xプレーンとしては唯一の開放式操縦席を使用する機体である。
1957年2月17日に初飛行として垂直離着陸に成功し、1958年5月24日には遷移飛行にも成功している。1959年からはNASAのエイムズ研究センターで試験が行われた。同年中にはエンジンをアームストロング・シドレー ヴァイパー8（推力：700kg）からGE J85-GE-5（推力：1,220kg）に換装し名称もX-14Aに変更された。1971年にはGE J85-GE-19（推力：1,370kg）に再換装し、X-14Bに名称変更されている。1981年5月29日に着陸事故を起こし、修復が不能となったことから、機体は放棄された。1999年まではスクラップ置き場に放置されていたが、その後は民間人が機体を取得している。
X-14は実験機としては異例の24年にも渡る長期に使用され、VTOL機に関する多くのデータと有用な情報をもたらした。X-14AはNASAで月面着陸の機動に関する研究にも用いられ、X-14Aの制御システムは月面着陸機の物の基になった。

## 仕様

### 要目 (X-14A)
諸元
- 乗員: 1
- 全長: 7.62 m （25 ft 0 in）
- 全高: 2.40 m （8 ft 0 in）
- 翼幅: 10.36 m（34 ft 10 in）
- 運用時重量: 1,406 kg （3,100 lb）
- 最大離陸重量: 1,936 kg （4,269 lb）
- 動力: アームストロング・シドレー ヴァイパー 8 ターボジェット、7.8 kN （1,750 lbf）  × 2

性能
- 最大速度: 277 km/h （172 mph）
- 航続距離: 482 km （300 miles）
- 実用上昇限度: 6,096 m （20,000 ft）
- 推力重量比: 1:0.9

### 要目(X-14B)
- 全長：7.62m
- 全幅：10.36m
- 全高：2.40m
- 自重：1.4t
- エンジン：GE J85-GE-19ターボジェットエンジン（推力：1,370kg）2基
- 最大速度：277km/h
- 乗員：1名